# Вогошча
Вогошча (босн. и хорв. Opština Vogošća, серб. Општина Вогошћа) — город на востоке Боснии и Герцеговины, административный центр одноимённой общины Сараевского кантона. До Боснийской войны город входил в состав Сараева.

## География
Община Вогошча охватывает 72 км², и находится в 6 км от центра Сараева, за 70 км от Зеница и за 100 км от Тузлы. Имеет коммуникационные линии, главная дорога Брод-Сараево-Меткович, основная железнодорожная линия Винковцы (Хорватия)-Сараево-Плоче (Адриатическое море). В этом районе развитая инфраструктура, электричество, уголь, природный газ, природные ресурсы плодородной долины реки Босны. Также в городе есть мемориальное кладбище.

## Население
В 1991 году в городе проживало 24 647 человек, из которых:
- 50,71 % — боснийцы
- 35,75 % — сербы
- 4,34 % — хорваты
- 7,01 % — югославы
- 2,16 % — другие